# Antonio da Trento

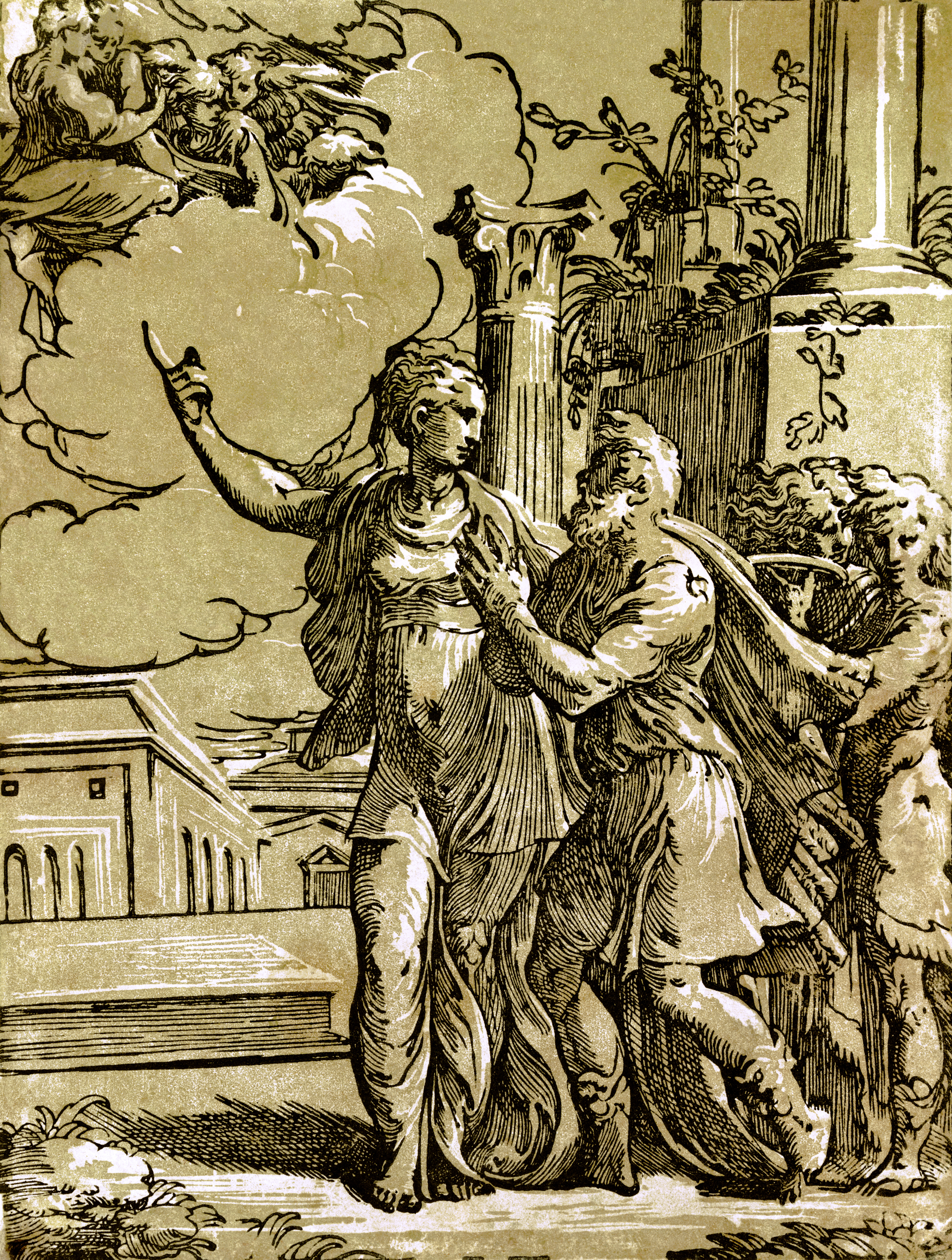
La Sibilla Tiburtina et l'empereur Auguste

Antonio da Trento, né en 1508 à Trente et mort en 1550 à Fontainebleau, est un graveur et peintre italien du XVIe siècle. 

## Biographie
Antonio da Trento est né probablement à Trente, comme son nom l'indique. Il est plus connu comme graveur sur bois et comme eau-fortiste que comme peintre. On sait peu de chose de sa vie. Sa présence est attestée à Bologne en 1530. Il y aurait appris la technique du clair obscur avec Hugo de Carpi et y a été l'élève de Parmigianino.  
Il acquiert sa renommée en rejoignant l'École de Fontainebleau, en France, où sous la direction de Primaticcio, il grave des compositions de toutes sortes dérivées de sujets de Primaticcio lui-même, de Giulio Romano, de Rosso Fiorentino, ainsi que Parmigianino, son premier maître.  
Parmi ses œuvres, l'Hercule qui travaille la terre est à citer. La Sibylle Tiburtina et l'empereur Auguste et Saint Jean-Baptiste dans le désert figurent parmi ses estampes les plus importantes. On peut citer aussi La Décapitation de saint Pierre et saint Paul et Psyché saluant le peuple. 
Il recourt dans ses gravures à la technique du clair-obscur, en utilisant plusieurs teintes de bois, le premier pour les traits, le second pour les ombres et le dernier pour la demi-teinte.  

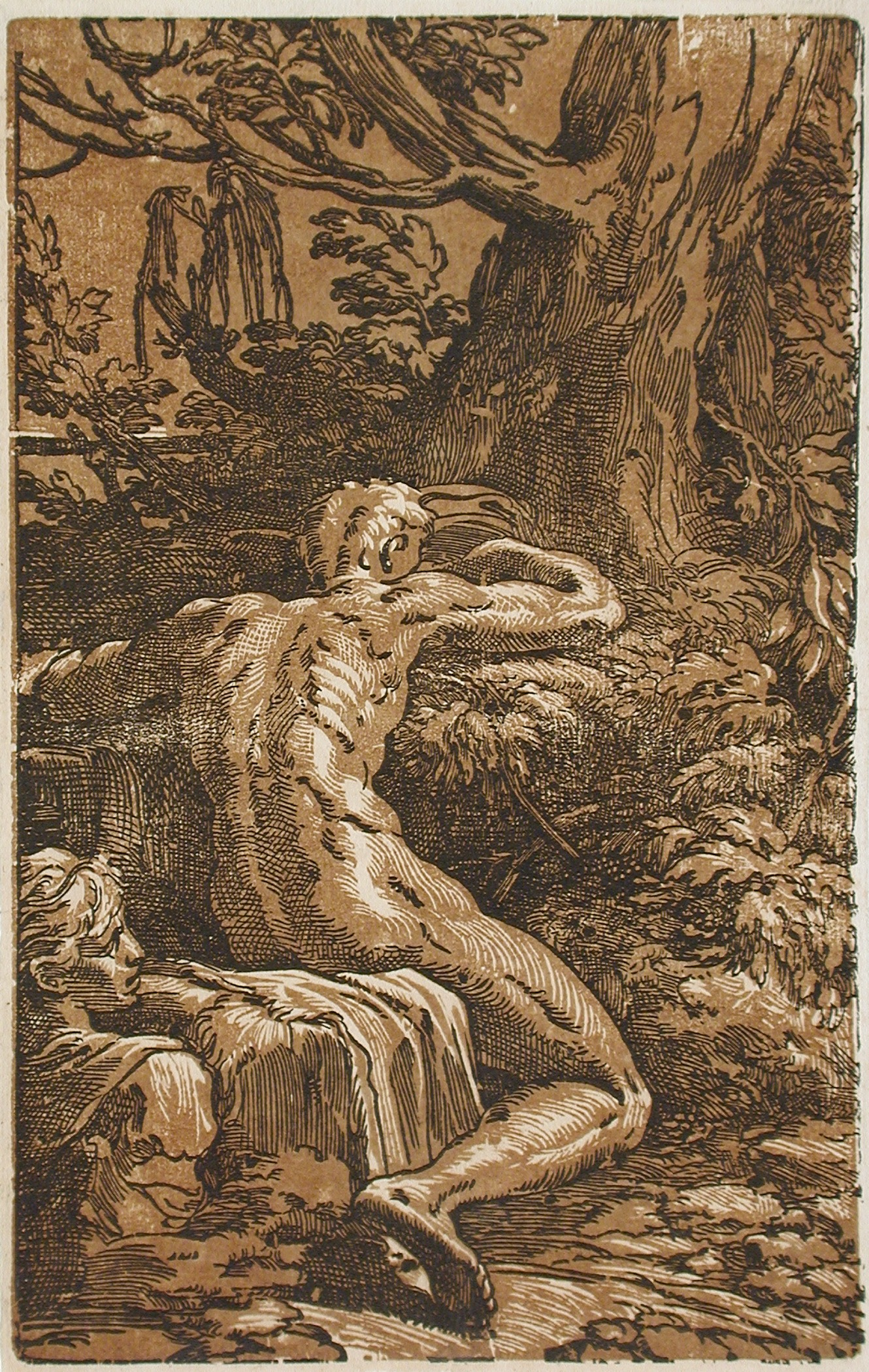
Nu masculin

Antonio da Trento a été identifié à Antoine Fantuzzi ou Fantose, mentionné dans différentes sources françaises d'époque pour avoir travaillé à Fontainebleau dans cette période, mais ce point est débattu.